# Sinfonie di concerto grosso

Les Sinfonie di concerto grosso (R.533/1 à 12 ; « Symphonies de concerto grosso ») est le titre d'un recueil de douze œuvres pour flûte à bec, cordes et basse continue d'Alessandro Scarlatti, composées à Naples à partir du 1er juin 1715 — la même année que l'exécution de son opéra Tigrane, l'un de ses plus grands succès, ou son oratorio La Santissima Trinità.

## Présentation
En 1715, Scarlatti à cinquante-cinq ans, est au faîte de sa carrière et de sa créativité, avec une extraordinaire fécondité dans tous les genres vocaux de son temps. Pourtant, lui-même se qualifie de « gloire en déclin » (lettre à Ferdinand de Médicis). S'il choisit d'écrire un recueil de douze œuvres instrumentales, c'est peut-être en pensant à la publication. Il compose aussi pour le clavier des toccatas et variations, un ensemble de six Concerti grossi (publiés à Londres en 1740), ainsi que sept sonates pour flûte, deux violons et basse continue, datées de l'année de sa mort.
Les douze Sinfonie de 1715, qui font partie de cette série d'œuvres instrumentales, sont conservées dans un unique manuscrit, aujourd'hui à Londres. Il porte la mention cominciate al Po Giuno 1715 (« Commencé le premier juin 1715 »). En revanche aucune date d'achèvement n'est indiquée. L'orchestre comprend aussi l’alto, volonté de couvrir le spectre sonore du grand orchestre. Chaque Sinfonia comporte également une partie de violoncelle distincte de la basse continue.
Le titre ne figure en fait que sur l'entête de la première Sinfonia. La seconde est intitulée Concertata con li ripieni, mais les autres ne portent aucun titre. Quatre sont de vrais concertos grossos avec un autre instrument soliste en plus de la flûte à bec : une seconde flûte (nos 1 et 5), une trompette (no 2), un hautbois (no 4) ; alors que huit sont des concertos pour flûte à bec solo, où l'instrument brille surtout dans les mouvements lents et rejoint le tutti dans les mouvements rapides ; chacun apportant leurs couleurs à la texture de l’ensemble.
Toutes les Sinfonie sont en cinq mouvements, excepté les nos 7 et 9. Le 7e est privé d'un mouvement introductif rapide et le 9e se voit ajouter un menuet. Le premier mouvement est rapide et termine généralement sur la dominante. Le second est une transition Adagio, généralement à 
. Le troisième est une fugue (parfois à deux sujets), généralement le mouvement le plus accompli. Suit un autre Adagio de transition, qui conduit vers un mouvement rapide de danse ou une marche qui conclut la composition.
La dernière Sinfonia est la seule à porter un titre, « La geniale », ce qui signifie « la charmante, la brillante » ou très probablement « la favorite », à l'instar du concerto RV277 de Vivaldi.

## Détails
12 Sinfonie di concerto grosso (1715) pour flûte à bec, cordes et basse continue.
1. en fa majeur, pour deux flûtes à bec, cordes et basse continue[8]
Allegro. Adagio. Allegro. Adagio. Allegro [tarentelle]
2. en ré majeur « Concertata con li ripieni », pour flûte à bec, trompette, cordes et basse continue[9]
Spirituoso. Adagio. Allegro. Adagio. Presto.
3. en ré mineur, pour flûte à bec, cordes et basse continue[10]
Vivace. Adagio. Andante. Adagio. Allegro [tarentelle].
4. en mi mineur, pour flûte à bec, hautbois, cordes et basse continue[11]
Vivace. Adagio. Allegro. Adagio. Allegro.
5. en ré mineur, pour deux flûtes à bec, cordes et basse continue[12]
Spirituoso e staccato. Adagio. Allegro. Adagio. Allegro assai.
6. en la mineur, pour flûte à bec, cordes et basse continue[13]
Vivace. Adagio. Allegro. Adagio. Allegro.
7. en sol mineur, pour flûte à bec, cordes et basse continue[14]
Moderato. Moderato (Allegro). Grave. Allegro.
8. en sol majeur, pour flûte à bec, cordes et basse continue[15]
Allegretto. Adagio. Allegro. Adagio. Vivace.
9. en sol mineur, pour flûte à bec, cordes et basse continue[16]
Vivace. Allegro. Moderato. Adagio. Allegretto. Menuet [tarentelle].
10. en la mineur, pour flûte à bec, cordes et basse continue[17]
Vivace. Adagio. Allegro. Adagio. Allegrissimo.
11. en ut majeur, pour flûte à bec, cordes et basse continue[18]
Spirituoso. Lento. Allegro. Adagio. Allegro.
12. en ut mineur « La geniale », pour flûte à bec, cordes et basse continue[19]
Adagio. Andante giusto. Adagio. Andante moderato.

## Manuscrit
- Londres, British Library, RM 21.b.14–15[7].

## Discographie

### Intégrale
- Sinfonie di Concerto grosso - William Bennett, flûte ; Leonore Smith, flûte II (1 et 5) ; Bernard Soustrot, trompette (2) ; Hans Helrost, hautbois (4) ; I Musici (août 1980, 2CD Philips Classics 400 017-2 et 434 160-2) (OCLC 1040538911 et 516566708)
- Douze symphonies de concerto grosso - Solisti di Milano, dir. Angelo Ephrikian (1970 ?, 2LP Harmonia Mundi HM 308 / 2CD Rivo Alto) (OCLC 461737530 et 1040342183)
- Concerti e sinfonie - La Magnifica Comunita, Enrico Casazza (octobre 1993, Tactus / 7 à 12 sur Brilliant Classics 93357) (OCLC 180757397)
- 12 Sinfonie di Concerto Grosso - Corina Marti, flûte à bec ; Ann Allen, flûte à bec II et hautbois ; Giuseppe Frau, trompette ; Alexandra Nigito, clavecin ; Capella Tiberina, concertmaster Paolo Perrone (2014, 2CD Brilliant Classics 94658)[20] (OCLC 915671860)

### Sélection
- Sinfonie di Concerto grosso ; Concerti per flauto dolce : Sinfonie nos 6, 7, 9 à 11 - Ensemble Musica Antiqua de Toulon, Christian Mendoze, flûte à bec et direction (27-28 juillet 1994, Verany PV 795031) (OCLC 659289539)
- La Geniale : Sinfonie nos 4, 8, 9 et 12 - Les Boréades (janvier 2009, Atma Classique ACD2 2606) (OCLC 720652177)
- Sinfonie di concerto grosso nos 2, 6, 8 à 11 - Südwestdeutsches Kammerorchester, dir. Räto Tschupp (2016, Thorofon) (OCLC 1001462728)